# Palazzo in vico Tre Re a Toledo n.60
Il Palazzo in vico Tre Re a Toledo n.60 è un edificio di valore storico e architettonico di Napoli.
Questo palazzo venne certamente eretto nella seconda metà del XVI secolo e modificato più volte nei secoli successivi.
Le informazioni storiche su di esso sono praticamente inesistenti. L'unica notizia che può essere riportata in questa sede consiste nel fatto che nel 1922 il pittore Vincenzo Severino dipinse a tempera la volta e i quadri sovrapporta in una sala del secondo piano,  su commissione di un'ignota famiglia. Si tratta senz'altro di uno degli ultimi esempi di ambiente decorato alla "maniera aristocratica" riscontrabili in un palazzo napoletano.
Il prospetto principale, affacciante su via Toledo, si compone di cinque piani: un ammezzato, con un unico balcone largo quanto la facciata, tre superiori e un quinto in soprelevazione. Quest'ultimo venne realizzato nel corso del XIX secolo e ha delle aperture scandite da tre coppie di colonne ioniche e di paraste sormontate da una trabeazione con triglifi.
Il suo accesso però è nel vico Tre Re a Toledo, dove uno spesso portale in piperno (forse seicentesco) introduce al piccolo cortile di forma rettangolare sulla cui destra sorge la scala aperta dall'unica arcata per livello coperta in parte da un ascensore moderno.
La ristrettezza degli spazi interni è dovuta al fatto che il densissimo scacchiere dei Quartieri Spagnoli alle sue spalle non permise ai committenti della maggior parte dei palazzi del lato destro di via Toledo di disporre di lotti larghi, ma stretti e lunghi, sui quali furono erette costruzioni che non poterono fare altro che crescere in altezza per guadagnare lo spazio perduto.

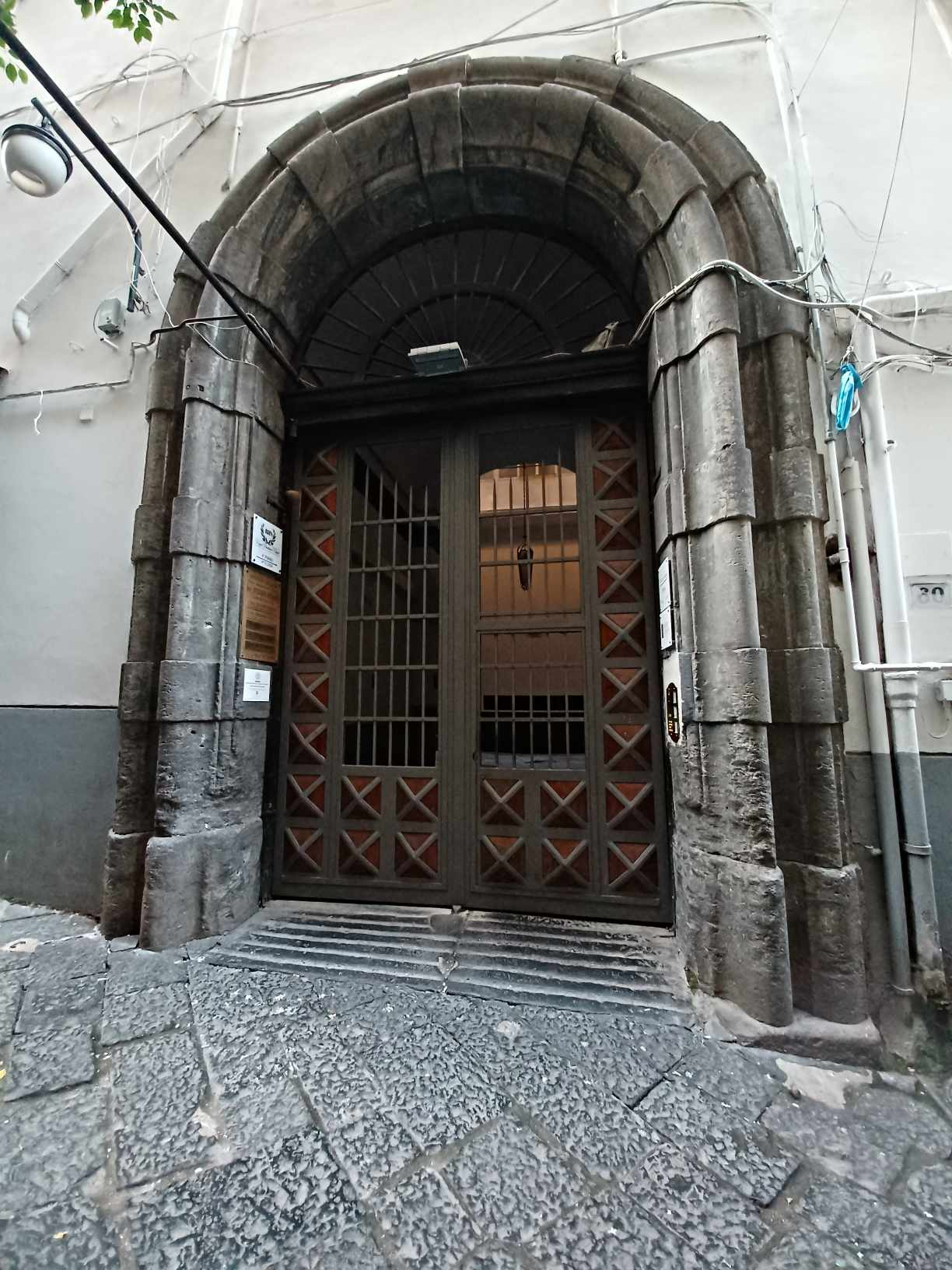
Il portale seicentesco in piperno